# آشمیت پاتل
آشمیت پاتل (به انگلیسی: Ashmit Patel) (زاده ۱۳ ژانویه ۱۹۷۸) بازیگر هندی است.
از فیلم‌هایی که وی در آن نقش داشته است می‌توان به جی هو و سوپر مدل اشاره کرد.

## فیلم‌شناسی
فهرست برخی از فیلم‌هایی که آشمیت پاتل در آنها به ایفای نقش پرداخته است:
- جی هو
- سوپر مدل
- قتل
- دل دادیم
- زنجیر
- بنارس
- باشگاه مبارزه-فقط اعضا
- زمانه پرپیچ و تاب است